# Maria, Kyrkans moder
Maria, Kyrkans moder, latin Maria, Mater Ecclesiae, är en minnesdag inom Romersk-katolska kyrkan och firas måndagen efter Pingstdagen. Minnesdagen instiftades av påve Franciskus den 3 mars 2018.